# Anamirta
Anamirta  é um gênero botânico da família Menispermaceae.

## Espécies
- Anamirta cocculus (L.) Wight & Arn.

- Anamirta cocculus
- Anamirta jucunda
- Anamirta lemniscata
- Anamirta lourieri
- Anamirta luctuosa
- Anamirta paniculata
- Anamirta populifera
- Anamirta pfeiffer